# 松田哲 (ディーラー)
松田 哲（まつだ さとし、1956年 - ）は外国為替の元ディーラー。東京都出身。

## 来歴・人物
早稲田大学法学部を卒業後、三菱信託銀行に入社。本店国際資金為替部にて、外国為替、国際資金業務に携わる。その後、ファースト・インターステート銀行、パリバ銀行、クレディ・スイス銀行、オーストラリア・コモンウェルス銀行にてチーフ・ディーラーとして活躍。
現在は、法人・個人向けに外国為替等のコンサルティング業務を行っている。
亜細亜大学経営学部で非常勤講師をつとめたことがある。
2007年以降、著書等で、円キャリートレードの崩壊による外貨暴落を唱え続けている。

## 著書
- FXで稼ぐ人はなぜ「1勝9敗」でも勝つのか? （技術評論社、2007年）
- 外貨崩落 （技術評論社、2007年）
- FXの教科書 （扶桑社、2008年）
- 投資で浮かぶ人、沈む人 （PHP研究所、2008年）